# Noël Josèphe
Noël Francis Josèphe (Lilla, 25 maggio 1920 – Bruay-la-Buissière, 23 marzo 2006) è stato un politico francese.

## Biografia
Noël Josephus è un pupillo dell'assistenza pubblica. Trascorse la sua infanzia nel villaggio di Boeschepe (dove fu sepolto) e continuò gli studi secondari al Lycée des Flandres a Hazebrouck. Combattente volontario nella Resistenza, dopo la guerra entrò nell'École normale supérieure di Saint-Cloud e si occupò di politica. Divenne segretario nazionale del Partito Socialista nel 1969. Fu eletto sindaco di Beuvry nel Passo di Calais, poi consigliere generale di Nœux-les-Mines. Nel 1981 è stato eletto deputato per il Passo di Calais e resto tale fino al 1993. Ha sostituito Pierre Mauroy nel 1981 come presidente del Consiglio regionale del Nord-Passo di Calais. Sarà il primo presidente di questa regione eletto a suffragio universale, e resterà alla guida della regione fino al 1992.
Appassionato di poesia e poeti, ha fondato la Maison régionale de la Poésie a Beuvry, che accoglie artisti in residenza e pubblica raccolte di poesie. Su iniziativa di Noël Josephus è stata pubblicata da questa casa editrice una raccolta di poesie della polacca Wisława Szymborska, prima di ricevere il Premio Nobel per la letteratura nel 1996.